# Impatiens

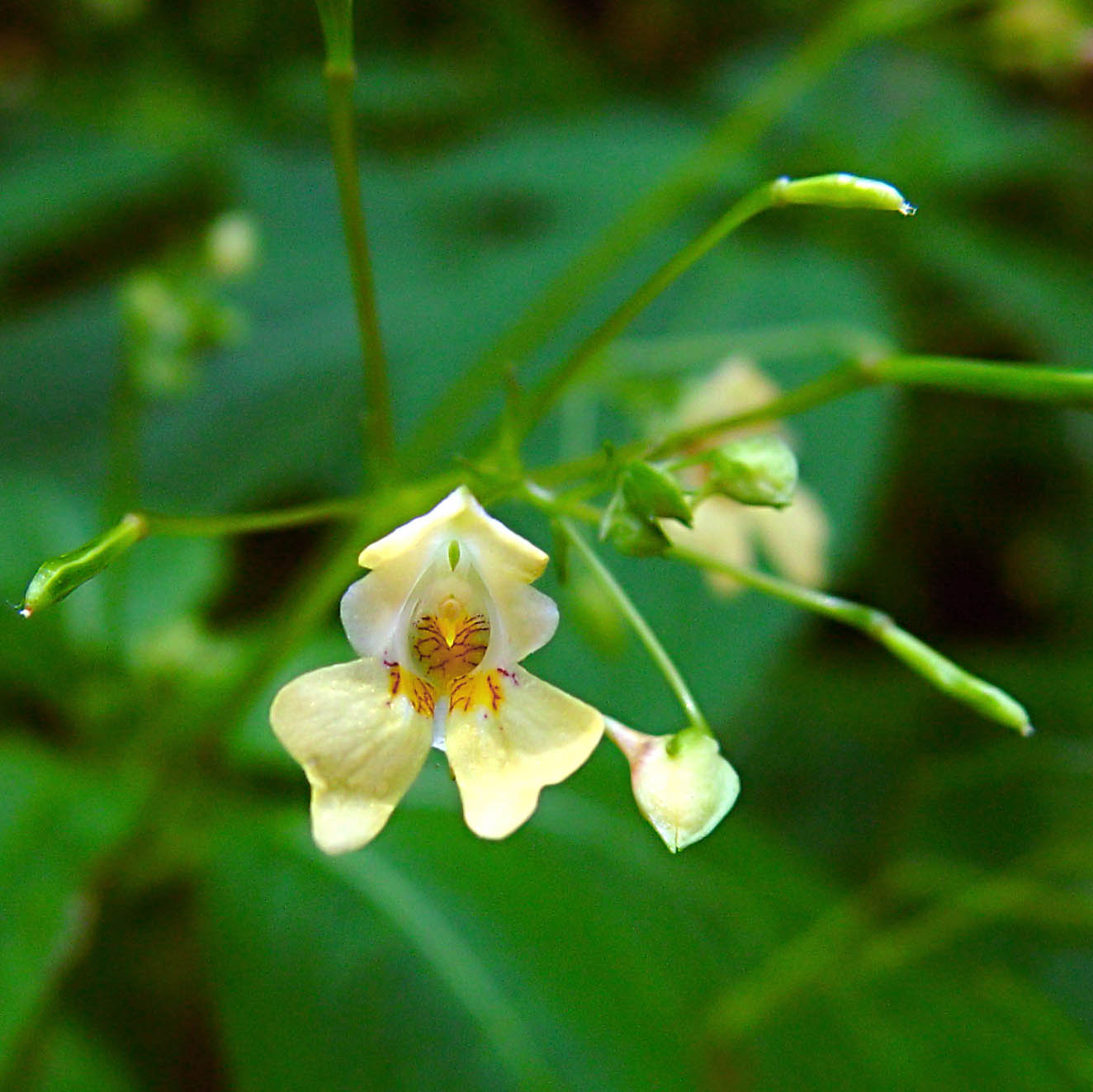
Impatiens parviflora

Impatiens o Balsamina és un gènere de plantes amb flor.
El gènere compta amb unes 850 a 1.000 espècies dins la família de les Balsaminaceae.
La distribució geogrèfica d'aquestes espècies és a l'hemisferi nord i els tròpics però no es troben a Amèrica del Sud.
Són plantes anuals o perenes molt floribundes. Són molt usades en jardineria i horticultura ornamental. Certes espècies, introduïdes a Europa com a planta ornamental, com ara la Impatiens glandulifera, s'han naturalitzat i es comporten com a espècie invasora.
Algunes espècies
- Impatiens arguta
- Impatiens auricoma
- Impatiens balfourii
- Impatiens balsamina -
- Impatiens bicornuta
- Impatiens campanulata
- Impatiens capensis -
- Impatiens chinensis
- Impatiens cristata
- Impatiens edgeworthii
- Impatiens flaccida
- Impatiens glandulifera -
- Impatiens gordonii
- Impatiens grandis
- Impatiens hawkeri
- Impatiens javensis
- Impatiens jerdoniae
- Impatiens kilimanjari -
- Impatiens malabarica
- Impatiens marianae
- Impatiens mirabilis
- Impatiens namchabarwensis -
- Impatiens niamniamensis -
- Impatiens noli-tangere -
- Impatiens oppositifolia
- Impatiens pallida -
- Impatiens parviflora -
- Impatiens platypetala
- Impatiens pseudoviola
- Impatiens repens
- Impatiens rosulata
- Impatiens scabrida
- Impatiens sulcata
- Impatiens tinctoria
- Impatiens walleriana -